# Gymnocalycium saglionis
Gymnocalycium saglionis es una especie fanerógama perteneciente a la familia de las Cactaceae. 

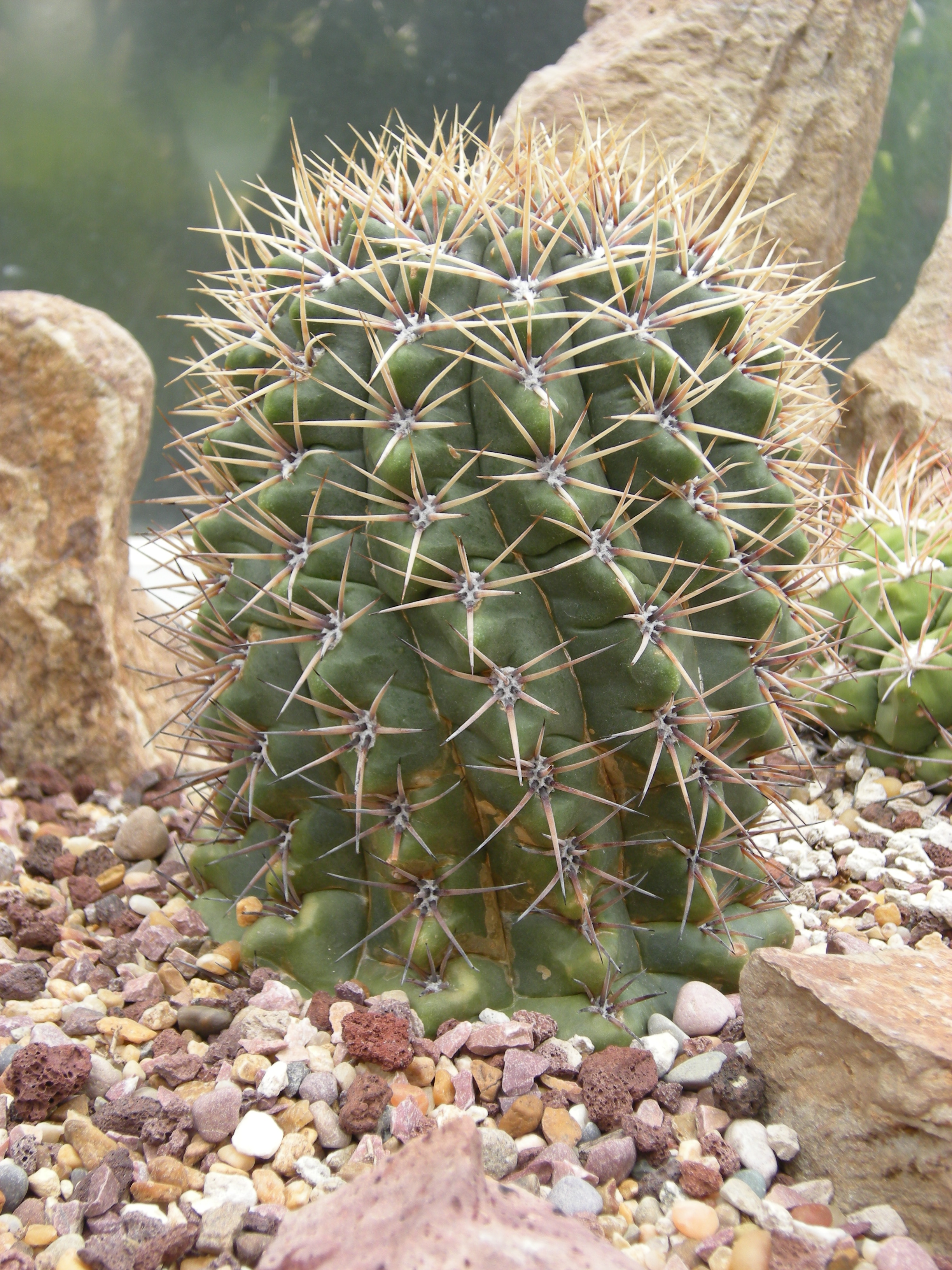
Vista de la planta

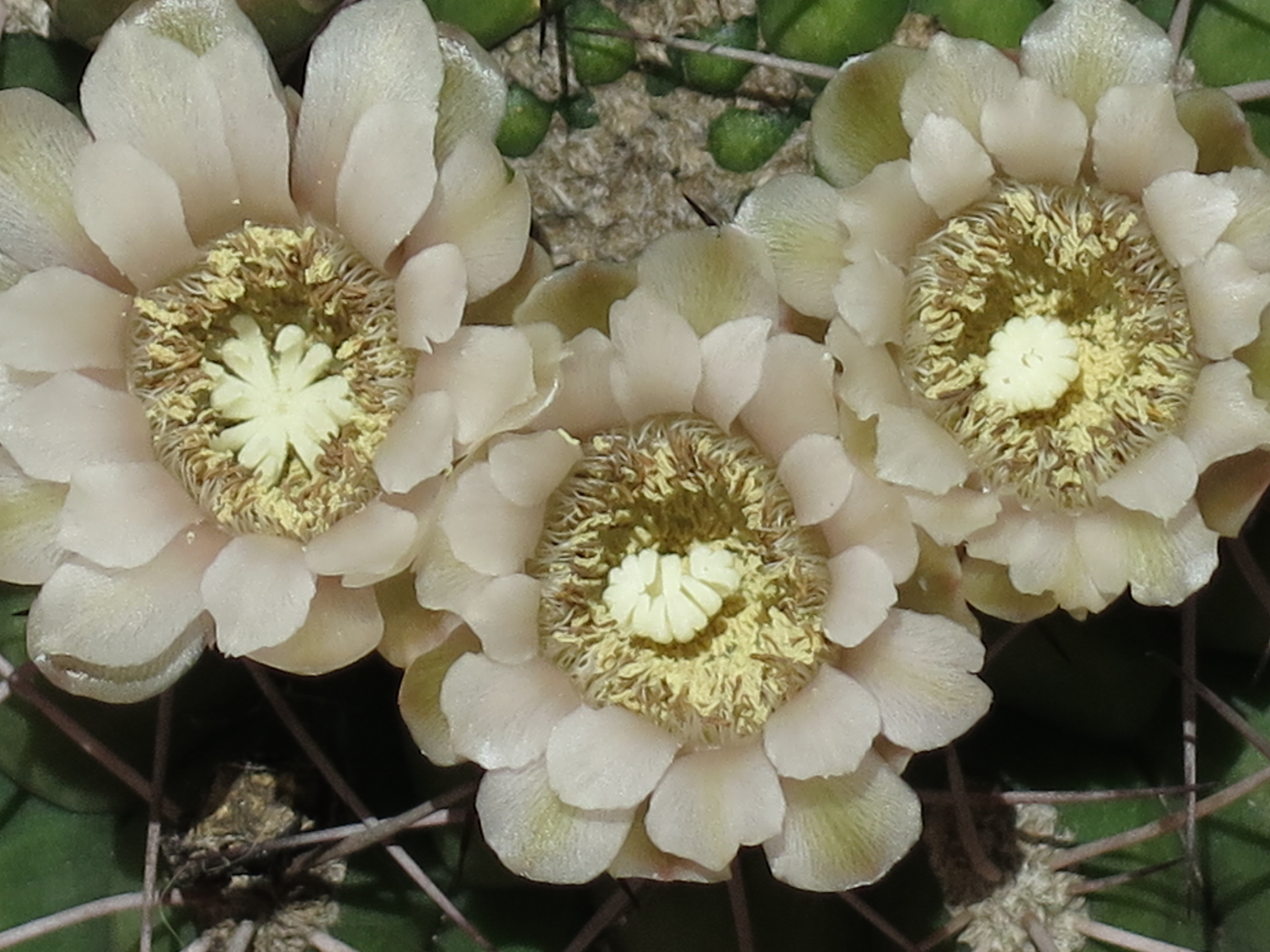
Las flores

## Distribución
Es endémica de Argentina. Es una especie común que se ha extendido por todo el mundo.

## Descripción
Gymnocalycium saglionis crece individualmente con tallos color verde opaco o azul-verde, semi-esféricos, envejecido forma tallos cilíndricos cortos  y alcanza diámetros de 20 a 40 cm y una altura de 20 a 30 cm (raramente hasta 80 cm). Las 15 y 30 costillas son rectas o en espiral y están claramente divididas. En las areolas se encuentra espinas de color amarillento a marrón rojizo o negro que se convierten  en gris con la edad y son de 3 a 4 cm de largo. Tiene de 2 a 59 espinas centrales rectas y de 10 a 15 (raramente más de 8) espinas radiales torcidas.
Las flores con forma de tubo muy corto a ampliamente en forma de embudo, de color blanco o rosa pálido con una garganta blanca. Alcanzan una longitud de 3 a 3,5 cm y un diámetro de 3 a 4,5 cm. Los frutos son esféricos, de 2-4,5 cm de largo y de color rojo o naranja-rojo a marrón verdoso en la madurez.

## Taxonomía
Gymnocalycium saglionis fue descrita por (Cels) Britton & Rose y publicado en The Cactaceae; descriptions and illustrations of plants of the cactus family 3: 157. 1922.
Etimología
Gymnocalycium: nombre genérico que deriva del griego,  γυμνός (gymnos) para "desnudo" y κάλυξ ( kalyx ) para "cáliz" = "cáliz desnudo", donde refiere a que los brotes florales no tienen ni pelos ni espinas.
saglionis epíteto nombrado en honor del amante de los cactus francés Joseph Saglio.
Sinonimia
- Echinocactus saglionis
- Brachycalycium tilcarense
- Echinocactus hybogonus[4]